# 凤山线
鳳山線（朝鲜语：／ Pongsan sŏn */?）是朝鮮民主主義人民共和國黄海北道鳳山郡的一條鐵道線路，站點為鳳山站到西鳳山站。

## 路线概况
- 距离：2.5km
- 车站数：2
- 轨距：1435mm
- 电气化区间：直流3kV
- 复线区间：无